# 아이슬란드 이름

아이슬란드식 이름을 보여 주는 가계도

아이슬란드 이름은 별도의 성을 사용하지 않으며, 다른 서양식 이름의 성의 자리에 오는 것은 바로 윗대의 부칭이나 모계명만을 사용한다. 아이슬란드는 다른 스칸디나비아반도 국가와 문화가 비슷하며, 내륙에 있는 스칸디나비아반도 국가와는 달리 전통적인 명명법을 계속 사용한다. 대표적인 예제는 붉은 에이리크의 아들 레이프 에이릭손이다.
일부 아이슬란드인은 성이 있으며, 부모로부터 물려받았거나 외국계 성을 사용할 수도 있다. 1925년까지는 성을 만들 수 있는 권리가 있었고, 성을 만든 사람 중에는 노벨 문학상 수상자 하들도르 락스네스가 있다. 1925년부터는 성을 물려받기만 할 수 있다. 성이 있는 대표적 아이슬란드인은 아이슬란드의 전 총리 게이르 호르데, 축구 선수 에이뒤르 그뷔드욘센이다.
아이슬란드에서 사용되지 않았던 이름은 아이슬란드 작명 위원회(아이슬란드어: Mannanafnanefnd)의 승인을 받아야 한다. 새 이름을 승인받기 위한 조건은 아이슬란드어에 쉽게 융화될 수 있는지 여부이다. 아이슬란드어에서 사용하는 글자만 사용할 수 있으며, 아이슬란드어의 격변화에 따라서 이름이 변할 수 있어야 한다.

## 예제
욘 스테파운손(Jón Stefánsson)의 아들 피얄라르(Fjalar)의 이름은 피얄라르 욘손(Fjalar Jónsson)이 된다. 성의 자리에 오는 욘손은 욘의 아들(Jóns + son)이라는 뜻이다. 또 다른 딸 카트린(Katrín)의 이름은 카트린 욘스도티르(Katrín Jónsdóttir)가 된다. 성의 자리에 오는 욘스도티르는 욘의 딸(Jóns + dóttir)이라는 뜻이다.
때때로 부칭은 부모의 가운데 이름에서 따 올 수도 있다. 예를 들어 욘이 햐울마르 아르드나르 빌햐울름손(Hjálmar Arnar Vilhjálmsson)의 아들이라면 욘 햐울마르손(Jón Hjálmarsson)이나 욘 아르드나르손(Jón Arnarsson)이 될 수도 있다. 가운데 이름으로 사람을 부르는 경우도 있고, 부모의 가운데 이름이 자식의 이름에 어울릴 수도 있기 때문에 자주 사용되는 작명법 중 하나이다.
같은 사회적 집단에 속해 있는 사람의 이름이 같으면 가운데 이름이나 할아버지의 이름으로 구분하기도 한다. 할아버지 이름을 사용하는 예제는, 욘 토르손이라는 사람이 둘 있는 경우에는 욘 토르손 비야르드나르소나르(Jón Þórsson Bjarnarsonar: 욘, 토르의 아들, 비야르드니의 아들)와 욘 토르손 하틀스소나르(Jón Þórsson Hallssonar: 욘, 토르의 아들, 하틀뤼르의 아들)로 구분한다. 일상적인 대화에서는 접미어 손이나 도티르를 사용하지 않는다. 아이슬란드 사가에서 이러한 예를 찾아볼 수 있다.

### 모계명 사용
아이슬란드인은 대부분 부칭을 사용하나, 모계명을 사용하는 경우도 있다. 어머니와의 관계를 표현하고 싶거나, 아버지를 알 수 없는 사람의 이름은 주로 모계명을 사용한다. 부칭과 비슷하게 이름이 변한다. 부칭과 모계명 둘 다를 사용하는 경우도 있다.

## 호칭 문제
아이슬란드의 전화번호부는 성 순서가 아닌 이름 순서로 정렬한다. 아이슬란드 인구 수는 적기 때문에 동명 이인은 직업으로 구분한다. 비슷한 이름-부칭 작명법을 사용한 러시아에서는 인구 수가 많았기 때문에 성을 도입할 필요가 있었고, 존칭 및 혈통을 표현하기 위하여 부칭을 계속 사용하였다.
아이슬란드의 공식적인 자리에서는 이름이나 전체 이름을 사용하여 서로를 부른다. 성의 자리에 오는 것은 부칭이나 모계명이므로 사용하지 않는다. 아이슬란드의 가수 비요크는 예명이 아닌 본명의 일부이므로, 이름을 부를 때에도 단순히 비요크라고만 부른다.
부칭 문제 때문에 한 가족이라고 해도 '성'이 달라질 수 있다. 예를 들어 욘 스테파운손(Jón Stefánsson)과 브린디스 아틀라도티르(Bryndís Atladóttir) 부부의 아들 피알라르와 딸 카트린을 가정해 보자. 부칭을 사용하면 피얄라르 욘손(Fjalar Jónsson)과 카트린 욘스도티르(Katrín Jónsdóttir), 모칭을 사용하면 피얄라르 브린디사르손(Fjalar Bryndísarson)과 카트린 브린디사르도티르(Katrín Bryndísardóttir)가 된다. 노르딕 국가를 제외한 이런 관습에 익숙하지 않은 국가로 여행할 때에는 자녀의 성이 부모의 성과 다르다는 점 때문에 문제가 되기도 한다.
아이슬란드계 이민자들은 아이슬란드식 이름 대신 이민 1세대의 이름을 성으로 사용하기도 한다.

## 아이슬란드계 성씨 목록
이민자 계통의 성씨가 아닌, 아이슬란드에서 만들어진 성씨 목록이다.
- 바르다스
- 비야르클린트
- 블렌다스
- 팔솃트
- 하갈린
- 카란
- 숄네스
- 엣셰

## 같이 보기
- 아이슬란드어
- 바이킹의 성명